# Nearcha pyrosema
Nearcha pyrosema är en fjärilsart som beskrevs av Oswald Beltram Lower 1903. Nearcha pyrosema ingår i släktet Nearcha och familjen mätare. Inga underarter finns listade i Catalogue of Life.